# 二都街道
二都乡，是中华人民共和国湖南省常德市石门县下辖的一个乡镇级行政单位。

## 行政区划
二都乡下辖以下地区：
陈氏祠社区、界牌垭村、玉皇庙村、花桥村、新街口村、八坪峪村、九峰村、金玉观村、南台村、孙家坪村、丰台村、千台村、土山村、洲头村、通桥村、荷堰村、青龙村、七里庙村和高桥村。